# ۵۵۵ (میلادی)
۵۵۵ (میلادی) پانصد و پنجاه و پنجمین سال تقویم میلادی است.

## درگذشتگان
- تئودبالد، پادشاه رنس (ت. پیرامون ۵۳۵)
- پاپ ویژیلیوس

‎